# Stoke Bruerne
Stoke Bruerne är en ort och civil parish i Storbritannien.   Den ligger i grevskapet Northamptonshire i riksdelen England, i den södra delen av landet, 90 km nordväst om huvudstaden London. Stoke Bruerne ligger 92 meter över havet och antalet invånare är 395.
Terrängen runt Stoke Bruerne är platt. Runt Stoke Bruerne är det tätbefolkat, med 343 invånare per kvadratkilometer. Närmaste större samhälle är Northampton, 12,2 km norr om Stoke Bruerne. Trakten runt Stoke Bruerne består till största delen av jordbruksmark.